# جوستين بنسون
جوستين بنسون (1 مارس 1967 بدبلن في جمهورية أيرلندا - ) (بالإنجليزية: Justin Benson)‏ هو لاعب كريكت أيرلندي. شارك مع منتخب أيرلندا للكريكت. أما مع النوادي، فقد لعب مع Cambridgeshire County Cricket Club ‏ ونادي مقاطعة ليسترشاير للكريكت ‏.

## وصلات خارجية
- جوستين بنسون على موقع إي آس بي آن كريك إنفو (الإنجليزية)